# Hubie Brown
Hubert Jude Brown, detto Hubie (Elizabeth, 25 settembre 1933), è un ex cestista, allenatore di pallacanestro e telecronista sportivo statunitense, professionista nella ABA e nella NBA e membro del Naismith Memorial Basketball Hall of Fame dal 2005 in qualità di contributore.

## Statistiche

### Allenatore

#### ABA
| Stagione | Squadra           | Regular Season | Regular Season | Regular Season | Regular Season | Regular Season            | Post Season                                     |
| Stagione | Squadra           | V              | P              | % V            | G              | Posizione finale          | Post Season                                     |
| -------- | ----------------- | -------------- | -------------- | -------------- | -------------- | ------------------------- | ----------------------------------------------- |
| 1974-75  | Kentucky Colonels | 58             | 26             | 69,0           | 84             | 1º nella Eastern Division | Campione ABA                                    |
| 1975-76  | Kentucky Colonels | 46             | 38             | 54,8           | 84             | 4º in ABA                 | Sconfitto alle Semifinali ABA dai Nuggets (3-4) |
|          | Carriera ABA      | 104            | 64             | 61,9           | 168            |                           |                                                 |

## Palmarès

### Allenatore
- Campionato ABA: 1

Kentucky Colonels: 1975
- NBA Coach of the Year: 2

1978, 2004